# Lee Nailon
Lee Nailon, né le 22 février 1975, est un joueur américain de basket-ball évoluant au poste d'ailier fort.

## Biographie
Formé à la Texas Christian University, Lee Nailon est drafté en 1999 par les Hornets de Charlotte en 43e position.
Il signe durant l'intersaison 2005 aux 76ers de Philadelphie. Mais en début d'année 2006 il doit faire face à des démêlés avec la justice à la suite de problèmes conjugaux. Les Sixers décident de ne plus le faire jouer et l'échangent seulement 6 mois après l'avoir acquis aux Cavaliers de Cleveland, club où il avait déjà évolué plus tôt dans sa carrière. Les Cavaliers licencient Nailon le lendemain.
Nailon a joué neuf ans en NBA et il y a connu huit clubs.